# Schafgraben (Königsgraben Tremsdorf)
Der Schafgraben ist ein Meliorationsgraben und rechter Zufluss des Königsgrabens Tremsdorf in Brandenburg.

## Verlauf
Südöstlich des Dorfzentrums von Kähnsdorf, einem Ortsteil der Gemeinde Seddiner See liegt der Kähnsdorfer See. An seinem südöstlichen Ufer beginnt der Schafgraben, der in seinem weiteren Verlauf rund 2,1 km in südsüdöstlicher Richtung verläuft. Von Norden fließt aus einem unbenannten See weiteres Wasser zu. Der Graben verläuft rund ein Kilometer in südlicher Richtung und durchquert anschließend Stücken, einen Ortsteil der Gemeinde Michendorf. Südlich der Gemeinde erreicht er die Nuthe-Nieplitz-Niederung und verläuft dort rund 2,3 km weiter in vorzugsweise südsüdöstlicher Richtung. Innerhalb der Niederung führen weitere Gräben dem Schafgraben Wasser zu. Er zweigt in östlicher Richtung ab und entwässert nach rund 450 m in den Königsgraben Tremsdorf.